# Abraham Petrowitsch Hannibal

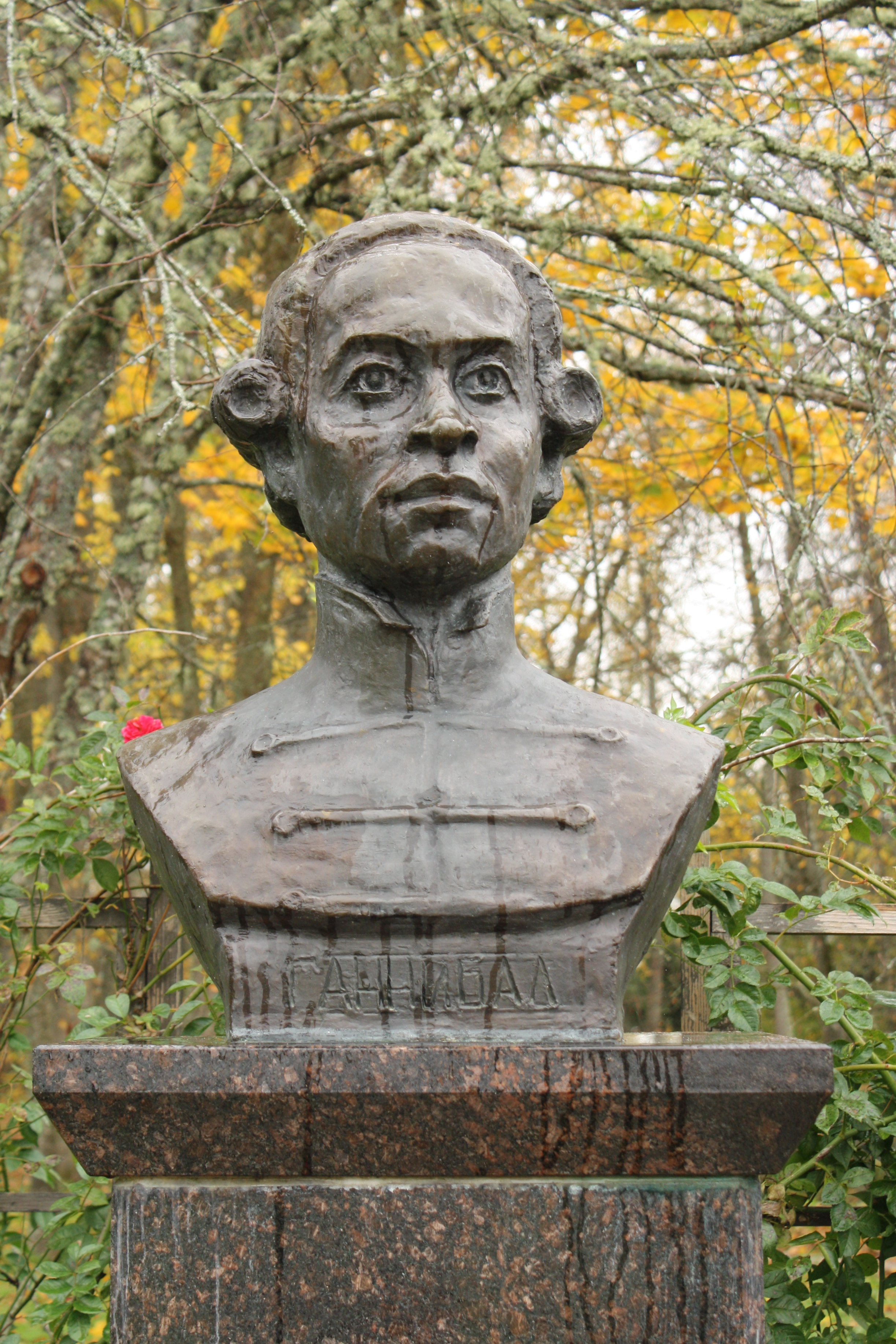
Büste von Abraham Petrowitsch Hannibal

Abraham Petrowitsch Hannibal, russisch Абрам (Ибрагим) Петрович Ганнибал (* um 1696 in Logon Chewan in Eritrea oder Logone-Birni, Kamerun; † 14. Maijul. / 25. Mai 1781greg. in Suida bei St. Petersburg) war Sohn eines lokalen afrikanischen Fürsten in „Logon“ und russischer Generalmajor und Gouverneur von Reval, 1759 Oberbefehlshaber (General-en-Chef) für Seeforts und Kanalbau sowie Patenkind Peters des Großen.
Er war der Urgroßvater mütterlicherseits des Dichters Alexander Sergejewitsch Puschkin.

## Leben

Zar Peter I. und Abraham Petrowitsch Hannibal, unbekannter Kupferstich, um 1710

Unter den Pagen von Zar Peter dem Großen befand sich eine Zeit lang ein junger, dunkelhäutiger Mann namens Abraham (siehe Puschkins Novelle Der Mohr des Zaren). Seine Herkunft ist umstritten. Nach seinen eigenen Angaben stammte er aus Logon und war der Sohn eines lokalen Fürsten. Als sein Vater im Kampf gegen die osmanischen Türken, die die Bevölkerung versklaven wollten, fiel, wurde Abraham von diesen an die Küste verschleppt, von wo er mit dem Schiff nach Konstantinopel gebracht worden sei. Da sein Schwiegersohn ihn einen Abessinier nannte, wurde als seine Herkunftsregion der Landstrich Logon-Chewan im heutigen Eritrea identifiziert. Dies passt auch zu seiner Angabe, er sei Sohn eines Fürsten gewesen, da diese Region in jener Zeit das Machtzentrum lokaler Fürsten geworden war. Allerdings gibt es neuere Forschungen, die auch die Stadt Logone nahe dem Tschadsee, die ebenfalls Sitz von Fürsten war, als möglichen Ursprungsort benennen.
Abraham war vom Gesandten Graf Tolstoi in Konstantinopel gekauft und neunjährig mit Zar Peter als Paten und der Gräfin Katharina Opalińska, Königin von Polen, als Patin am 13. Juli 1705 in Wilna als Peter Petrowitsch Petrow (Пётр Петрович Петров, wörtlich übersetzt: Peter, Sohn des Peter, Peters Sohn) getauft worden, dann in den Dienst des Zaren getreten und hatte ihn auf Anhieb durch seine Freundlichkeit und seine Intelligenz bezaubert. Er schlief in der Drechslerwerkstatt des Herrschers und begleitete ihn auf allen seinen Feldzügen.

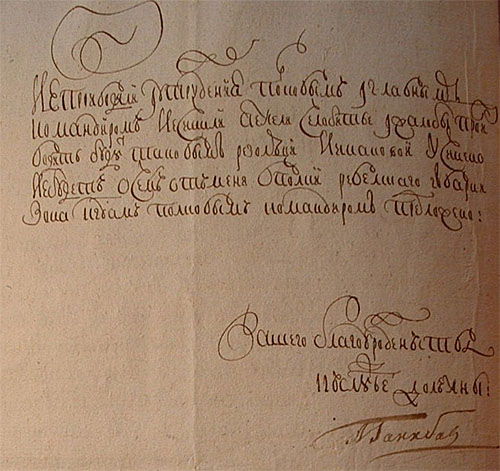
Schreiben vom 22. März 1744 mit Signatur von Abraham Petrowitsch Hannibal: А. Ганибал (A. Ganibal) – Zur Beachtung: nur ein 'n'. Stadtarchiv in Tallinn.

Als Abraham zweiundzwanzig Jahre alt war, schickte man ihn nach Paris, um seine Erziehung zu vervollständigen. Er trat in die französische Armee ein, wurde während des Feldzuges 1720 gegen Spanien zum Leutnant befördert und erlitt eine Kopfverletzung. Abraham kehrte nach Paris zurück, trat in die Ingenieurschule ein, verließ diese mit Kapitänsrang und kehrte schließlich nach Russland zurück.
Dort diente er als Leutnant in dem Artillerieregiment, das Peter befehligte. Der Zar schätzte den Ernst und die Ergebenheit dieses Gefolgsmannes. Nach Zar Peters Tod fiel Hannibal politischen Intrigen zum Opfer und wurde 1727 nach Sibirien in die Verbannung geschickt. Drei Jahre später konnte er wieder an den russischen Hof zurückkehren. Unter der Regierung der Zarinnen Elisabeth I. und Katharina II. stieg er zum Großgrundbesitzer auf. Hannibal verstarb in seinem Landhaus in Suida bei St. Petersburg. Er hatte unter acht Zaren bzw. Zarinnen und unter zwei osmanischen Sultanen (Mustafa II. und Ahmed III.) gedient.

## Familie
Abraham Petrowitsch Hannibal war zweimal verheiratet. In erster Ehe war er mit der Griechin Eudoxia Dioper verheiratet. Aus der Ehe, die wegen ihrer Untreue geschieden wurde, ging eine Tochter hervor. Aus der zweiten Ehe mit der deutsch-schwedischen Adligen Christina Regina von Sjöberg hatte er zehn Kinder.
Zu seinen Nachkommen zählen:

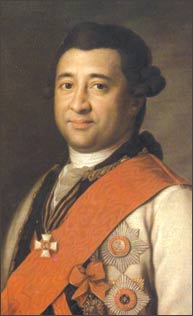
Porträt des Sohnes Abraham Petrowitsch Hannibals, Iwan Abramowitsch Hannibal (1735–1801)

- Hannibals ältester Sohn war Iwan Abramowitsch Hannibal.
- Ein anderer der vier Söhne Hannibals war Ossip Abramowitsch Hannibal. Er verließ seine Familie und wurde wegen Bigamie verurteilt.
- Dessen Tochter Nadeschda Ossipowna wuchs unter der Obhut ihres Großvaters auf und heiratete ihren Cousin Sergei Lwowitsch Puschkin.
- Ihr Sohn Alexander Sergejewitsch Puschkin war der bekannte Dichter.
- Die Gräfin Sophie von Merenberg (1868–1927) war die Enkelin des Dichters Puschkin und die Ehefrau zur Linken des Großfürsten Michail Michailowitsch Romanow (1861–1929).
- Deren Tochter, Gräfin Nadja Michailowna de Torby (1896–1963), war durch Heirat ein Mitglied der britischen Königsfamilie; und durch ihren Neffen und Patenkind, Philip Mountbatten, Duke of Edinburgh, die Tante der britischen Königin Elisabeth II.
- Natalia Ayesha Phillips (* 1959), Ehefrau von Gerald Grosvenor, 6. Duke of Westminster (1951–2016) und Patentante von Prinz William Mountbatten-Windsor, ist eine Ur-Ur-Urenkelin des russischen Dichters Alexander Puschkin und seiner Frau Natalja Nikolajewna Puschkina-Lanskaja.

## Film
- Wie Zar Peter seinen Mohren verheiratete, UdSSR 1976[7]
- Im Film Russian Ark begrüßt Hannibal die Töchter des Zaren Nikolaus II. vor deren Speisezimmer.